# Тагори
Тагори, або тагри (лат. Tagoras; грец. Τάγροι) — одне з іранських кочових племен, яке разом з роксоланами та декількома меншими племенами входило до хвилі азійських кочовиків у Пн. Причорномор'ї, рух яких був спричинений глобальними етнічними змінами у Сер. Азії протягом II ст. до н. е.
Перша згадка тагорів у Пн. Причорномор'ї — у Плінія Старшого: 
| «Танаїс перейшли сатархеї, гертихеї, спондоліки, сінгієти, анаси, ісси, катеєти, тагори, карони, неріпи, агандеї, меандареї, сатархеї-спалеї».[2] |
Можливо, що всі ці племена — представники різних за походженням іранських племен, які на схід від Дону називалися аорси.
У формі Тагри їх згадано Клавдієм Птолемеєм у описі Європейської Сарматії та локалізовано «…нижче бастернів біля Дакії…»(Ptol., Geo., III, V, 23).
Етнонім тагри / тагори співзвучний відомому у Середній Азії та Пн.-З. Індії етноніму тохари, й, можливо, тагори / тагри були часткою цього етнічного масиву, яка після поразки від усунь у 163 р. до н. е. мігрувала далеко на захід.